# Comuna Mîlove, Berîslav
Mîlove (în ucraineană Милове) este o comună în raionul Berîslav, regiunea Herson, Ucraina, formată din satele Cervonîi Iar, Mîlove (reședința) și Suhanove.

## Demografie
Componența lingvistică a comunei Mîlove
     Ucraineană (95,57%)
     Rusă (3,83%)
     Alte limbi (0,36%)
Conform recensământului din 2001, majoritatea populației comunei Mîlove era vorbitoare de ucraineană (95,57%), existând în minoritate și vorbitori de rusă (3,83%).